# Saulx-le-Duc
Saulx-le-Duc település Franciaországban, Côte-d’Or megyében. Lakosainak száma 248 fő (2022. január 1.). Saulx-le-Duc Avelanges, Villecomte, Courtivron, Diénay, Is-sur-Tille, Marey-sur-Tille, Poiseul-lès-Saulx és Tarsul községekkel határos.

## Népesség
A település népessége az elmúlt években az alábbi módon változott:
| Lakosok száma | 211  | 244  | 201  | 250  | 267  | 243  | 239  | 246  | 250  | 248  |
|               | 1968 | 1982 | 1990 | 2006 | 2013 | 2015 | 2017 | 2019 | 2020 | 2022 |